# Ismene ringens
Ismene ringens är en amaryllisväxtart som först beskrevs av Hipólito Ruiz López och Pav., och fick sitt nu gällande namn av Roy Emile Gereau och Alan W. Meerow. Ismene ringens ingår i släktet Ismene och familjen amaryllisväxter.
Artens utbredningsområde är Peru. Inga underarter finns listade i Catalogue of Life.